# Helmut Erlinghagen
Helmut Erlinghagen SJ (* 9. Oktober 1915 in Hagen; † 28. Oktober 1987 in Bad Soden am Taunus) gehörte ab 1935 dem Jesuitenorden an, erhielt 1945 die Priesterweihe und lehrte nach einem Philosophiestudium in den USA ab 1953 in Japan Ethik. Von 1937 bis 1970 lebte er vorwiegend in Japan. 1971 kehrte er nach Deutschland zurück. Erlinghagen war ein Augenzeuge des Atombombenabwurfs auf Hiroshima am 6. August 1945. 

## Leben
Helmut Erlinghagen war ein Sohn des Bauunternehmers Ernst Erlinghagen und dessen Frau Bertha, geb. Brochhagen. Er besuchte die Oberrealschule in Hagen-Haspe. Am 26. April 1935 wurde er in ’s-Heerenberg in das Noviziat der Jesuiten aufgenommen. 1937 wurde er, zusammen mit Klaus Luhmer, in die Mission der deutschen Jesuiten nach Japan geschickt. Über Begleitumstände seiner Priesterweihe am 1. Juli 1945, kurz vor dem Ende des II. Weltkrieges in Asien, berichtet er selbst:
In den letzten Tagen des Juni 1945 wurde ich von Bischof Fukabori von Fukuoka, der nur mit großer Mühe zu uns kommen konnte, in der Kapelle des Noviziats vorzeitig zum Priester geweiht. Diese nicht nur bei mir vorgezogenen Weihen zeigen den Ernst der damaligen Situation: Wir sollten zumindest „als Priester sterben“.
Am 2. Januar 1945 fuhr er mit dem Zug mit einem Missionskollegen von Tokio nach Hiroshima zur Missionszentrale der Gesellschaft Jesu, die zwischen Bahnhof und Stadtzentrum lag. Von dort ging es weiter zum Noviziat der Gesellschaft Jesu nach Nagatsuka – hier blieb er wohl bis Oktober –, das sich viereinhalb Kilometer vom Stadtmittelpunkt Hiroshimas entfernt auf einem der westlichen Ausläufer der Berge befand:
„Das Haus war im japanischen Stil erbaut, doch durch solide Querverstützungen war es stabiler als die üblichen Holzkonstruktionen.“
Er erlebte dort als einer der wenigen Europäer den Abwurf der Atombombe auf die Stadt. Am Nachmittag des 6. August machte er sich mit einem Suchtrupp, darunter Johannes Siemes und Klaus Luhmer, in die Stadt auf, um die Jesuiten zu retten, die bei der katholischen Pfarrkirche nahe dem Stadtzentrum lebten – an der Stelle steht heute die Weltfriedenskirche (Hiroshima). Sie fanden die vier: Hugo Lassalle, Wilhelm Kleinsorge, Hubert Cieslik und Hubert Schiffer im Asano-Park (Shukkei-Garten) lebend, wenn auch mit Verletzungen unterschiedlicher Schwere, und konnten sie in das Noviziat in Sicherheit bringen, wo sie von Pedro Arrupe medizinisch erstversorgt wurden. Als Spätfolge wurde Erlinghagen 1978 schwer lungenkrank.
Nach einem Philosophiestudium in den USA zog er erneut nach Japan und lehrte dort Ethik an der Sophia-Universität von Tokio. Im Jahr 1971 kehrte er in seine Heimat Deutschland zurück und hatte bis zu seinem Tod 1987 einen Lehrauftrag an der Universität Mainz. 1982 gab er das Buch Hiroshima und wir mit Augenzeugenberichten heraus. 1984 nach Gründung des Vereins „Kulturkreis Glashütten e.V.“ wurde er deren erster Vorsitzender.
Eines der wichtigen Anliegen seines ethischen Schaffens war es, den Einsatz der Atombomben von Hiroshima und Nagasaki als Verbrechen zu verurteilen und den Sinn des Lebens im Atomzeitalter darin zu sehen, sich für alle lebenden Werte verantwortlich zu fühlen und in soziale Verantwortlichkeiten einbezogen zu werden.

## Schriften
- Japan – Ein deutscher Japaner über die Japaner.  1974
- Japan – Eine Landeskunde. 1979
- Hiroshima und wir – Augenzeugenberichte und Perspektiven. 1982
- Selbstmord und Lebenssinn im Atomzeitalter. 1994